# Jan Pouls
Jan Pouls (Wierden, 15 oktober 1964) is een voormalig Nederlands voetballer die in het betaald voetbal uitkwam voor FC Twente. Hij speelde als verdediger en als middenvelder.
Pouls speelde oorspronkelijk voor amateurvereniging SVZW Wierden en werd rond 1980 ingelijfd door FC Twente. Op 14 maart 1982 debuteerde hij op 17-jarige leeftijd in de Eredivisie. Pouls viel in voor René Roord in een uitwedstrijd tegen FC Groningen. Enkele weken later scoorde hij tegen Willem II zijn eerste officiële doelpunt voor de club.
Pouls kwam in totaal tot 95 officiële wedstrijden voor FC Twente, waarin hij zes keer scoorde. Hij maakte in 1983 de degradatie naar de Eerste divisie mee en in 1984 de promotie naar de Eredivisie. In 1985 keerde hij wegens privéomstandigheden terug naar de amateurs van SVZW Wierden. Op verzoek van technisch directeur Kees Rijvers tekende hij in 1986 een nieuw contract bij Twente. Pouls speelde vervolgens een sterk seizoen en wist een basisplek af te dwingen.
Ook in de eerste maanden van seizoen 1987/88 speelde Pouls vrijwel alle wedstrijden in de basis. Door een auto-ongeluk, waarbij hij een rugwervel brak, moest hij zijn loopbaan abrupt afbreken. Zijn laatste wedstrijd speelde hij op 8 november 1987 en was net als zijn eerste wedstrijd een uitwedstrijd tegen FC Groningen.
Na zijn voetbalcarrière was Pouls werkzaam in het reisbureau van zijn vader. Na de dood van zijn vader werd hij samen met zijn zus eigenaar.